# Jäger (Familienname)
Jäger, Jaeger oder Jæger ist einer der häufigsten Familiennamen in Deutschland.

## Namensträger

### A
- Abraham Jäger (um 1640/45–1714), deutscher Kunsttischler und Bürgermeister von Finsterwalde
- Adam Jäger, Bergvogt im Fürstentum Pfalz-Zweibrücken
- Adelheid Jäger (* 1952), deutsche Juristin, Richterin am Bundesfinanzhof
- Adeline Jaeger (1809–1897), deutsche Malerin
- Adolf Jäger (Architekt) (1867–1935), österreichischer Architekt
- Adolf Jäger (Fußballspieler) (1889–1944), deutscher Fußballspieler
- Adolf Jäger (Bildhauer) (1895–1983), deutscher Bildhauer und Medailleur
- Adolf Jäger (Politiker) (1906–1996), deutscher Politiker (NSDAP)
- Adolf Hermann Jaeger (1832–1899), deutscher Politiker, Oberbürgermeister von Elberfeld
- Adolf Otto Jäger (1920–2002), deutscher Psychologe und Hochschullehrer
- Agnes Jäger (* 1975), deutsche Germanistin und Hochschullehrerin
- Albert Jäger (1801–1891), österreichischer Historiker
- Albert von Jäger (1814–1884), deutscher Regierungsbeamter
- Alderich von Jäger (1746–1819), Tiroler Geistlicher, Theologe und Hochschullehrer
- Alfred Jäger (Ruderer) (1873/1874–1960), deutscher Ruderer
- Alfred Jäger (Mediziner) (1904–1988), deutscher Augenarzt und Hochschullehrer
- Alfred Jäger (Theologe) (1941–2015), Schweizer Theologe
- André Jaeger (* 1947), Schweizer Koch und Unternehmer
- Andrea Jäger (* 1956), deutsche Germanistin
- Andrea Jaeger (* 1965), US-amerikanische Tennisspielerin
- Andreas Jäger (Philologe) (1660–1730), schwedischer Philologe und Sprachforscher
- Andreas Jäger (Orgelbauer) (1704–1773), deutscher Orgelbauer
- Andreas Jäger (Politiker), deutscher Politiker (SPD), Bürgermeister von Eppelheim
- Andreas Jäger (Verwaltungsjurist) (1902–nach 1967), deutscher Verwaltungsjurist
- Andreas Jäger (Zahnmediziner) (* 1956), deutscher Kieferorthopäde, Hochschullehrer und Verbandsfunktionär
- Andreas Jäger (Übersetzer), deutscher Anglist und Übersetzer
- Andreas Jäger (Moderator) (* 1965), österreichischer Meteorologe und Fernsehmoderator
- Anna Jaeger (Malerin) (1849–1908), deutsche Porträt- und Genremalerin
- Anna Jäger (Sängerin) (1862–1937), österreichische Opernsängerin (Sopran)
- Annabel Jäger (* 1994), deutsche Fußballspielerin
- Annabella Jäger (* 1998), deutsche Badmintonspielerin
- Annette Jäger (1937–2023), deutsche Politikerin (SPD), Oberbürgermeisterin von Essen
- Anton Jäger (Jesuit) (1702–1786), deutscher Jesuit
- Anton Jäger (Baumeister) (1779–1865), österreichischer Baumeister
- Anton Jäger (Jurist) (1840–1911), österreichischer Jurist und Politiker
- Anton Jäger (Historiker) (* 1994), belgischer Historiker
- Anton Aloys Jäger (1884–1943), deutscher katholischer Geistlicher
- Armin Jäger (Politiker) (* 1941), deutscher Politiker (CDU)
- Armin Jäger (Fußballspieler) (* 1962), deutscher Fußballtorwart
- Arno Jaeger (1922–2004), deutscher Wirtschaftswissenschaftler und Hochschullehrer
- August Jäger (Autor) (Pseudonym August von Schlumb; 1808–1848), deutscher Schriftsteller
- August Jäger (Bryologe) (1842–1877), deutscher Apotheker und Bryologe
- August Jaeger (Musiker) (1860–1909), deutsch-britischer Musiker und Komponist
- August Jaeger (Maler) (1881–1954), Schweizer Maler
- August Jäger (Jurist) (1887–1949), deutscher Jurist
- Aurelie Jäger, Ehename von Aurelie Wilczek (1845–1927), deutsche Sängerin und Gesangspädagogin

### B
- Barbara Jäger (Malerin) (* 1946), deutsche Malerin
- Barbara Jäger (Physikerin) (* vor 1980), österreichische Physikerin und Hochschullehrerin
- Barbara Jäger (Skilangläuferin) (* 1989), Schweizer Skilangläuferin
- Benno Jäger (1926/1927–2007), deutscher Basketballfunktionär und -schiedsrichter
- Bernd Jäger (Turner) (* 1951), deutscher Turner
- Bernd Jäger (Eishockeyspieler) (* 1973), österreichischer Eishockeyspieler
- Bernd E. Jäger van Boxen (* 1956), deutscher Schauspieler und Synchronsprecher
- Bernhard Jäger (* 1935), deutscher Maler, Grafiker und Bildhauer
- Bernhard Jaeger-Böhm (* 1952), deutscher Sänger (Bass-Bariton) und Hochschullehrer
- Bert Jäger (1919–1998), deutscher Maler, Fotograf und Schriftsteller
- Berthold Jäger (* 1948), deutscher Bibliothekar und Heimatforscher
- Bertram Jäger (* 1929), österreichischer Politiker (ÖVP) und Kammerfunktionär
- Brett Jaeger (* 1983), deutsch-kanadischer Eishockeytorwart
- Brigitte Jäger-Dabek (* 1952), deutsche Schriftstellerin
- Britta Jäger (* 1983), deutsche Journalistin und Moderatorin

### C
- Carl Jäger (Caïd Osman) (1811–1863), deutscher Schriftsteller
- Carl Jäger (Maler) (1833–1887), deutscher Maler und Radierer
- Carl Jäger (Fotograf) (1843–1904), deutscher Fotograf
- Carl Jäger (Architekt) (1868–1961), deutscher Architekt
- Carl Jaeger (Jurist) (1869–1947), Schweizer Jurist
- Carl Jaeger (Manager) (1874–1932), deutscher Eisenhüttenmann
- Carl August Jäger (1879–1952), deutscher Maler
- Carl Christoph Friedrich von Jäger (1773–1828), deutscher Mediziner
- Carlo C. Jaeger (* 1947), deutscher Umweltökonom
- Carmen Alexandra Jäger (* 1993), deutsche Politikerin (CDU) und ehemalige Nationalspielerin im Quidditch
- Carsten Jaeger (* 1978), deutscher Filmemacher
- Charles Stephen Jaeger (* 1940), US-amerikanischer Germanist
- Christian Jäger (Apotheker) (1637–1719), deutscher Apotheker
- Christian Jäger (Radsportler) (1964–2022), deutscher Radsportler
- Christian Jäger (Rechtswissenschaftler) (* 1965), deutscher Rechtswissenschaftler
- Christian Friedrich von Jäger (1739–1808), deutscher Mediziner
- Christian Gottfried Jäger (1760–1852), deutscher Kaufmann und Bankgründer
- Christoph Jäger (* 1965), deutscher Philosoph
- Christopher Jäger (* 1985), österreichischer Fußballschiedsrichter
- Claudia Jäger (* 1970), österreichische Malerin
- Claus Jäger (Politiker, 1931) (1931–2013), deutscher Politiker (CDU)
- Claus Jäger (Politiker, 1943) (* 1943), deutscher Politiker (FDP)
- Clemens Jäger (1500–1561), deutscher Archivar und Historiker
- Connor Jaeger (* 1991), US-amerikanischer Schwimmer
- Cornelie Jäger (* 1967), deutsche Tierärztin und Autorin

### D
- Dieter Jäger (* 1945/1946), deutscher Biologe und Hochschullehrer
- Dietmar Jäger (1962–2011), österreichischer Schauspieler
- Dietrich Jäger (1928–2010), deutscher Anglist
- Dirk Jäger (* 1964), deutscher Onkologe

### E
- Eckehart Jäger (* 1934), deutscher Botaniker, Herausgeber und Hochschullehrer
- Edmund Jäger (Politiker) (1864–1935), böhmischer Politiker
- Edmund Jäger (Schauspieler) (* 1967), österreichischer Schauspieler und Theaterleiter
- Eduard Jäger (Politiker) (1894–1970), deutscher Politiker (CDU)
- Eduard Jäger von Jaxtthal (1818–1884), österreichischer Augenarzt
- Elfriede Jaeger (1899–1964), deutsche Politikerin
- Elisabeth Jaeger (Diakonisse) (1892–1969), deutsche Diakonisse
- Elisabeth Jäger (Eiskunstläuferin), deutsche Eiskunstläuferin
- Elisabeth Jäger (Heimatforscherin) (1912–2012), deutsche Archivarin, Chronistin und Heimatforscherin
- Elisabeth Jäger (Widerstandskämpferin) (1924–2019), österreichisch-deutsche Journalistin und Antifaschistin
- Elke Jäger (* 1981/1982), deutsche Freiwasserschwimmerin und Behindertensportlerin, Teilnehmerin an Special Olympics World Games
- Elsa Jäger (1869–nach 1898), deutsche Schauspielerin
- Emil Jäger (1882–1969), deutscher Ingenieur, Schuldirektor und Heimatforscher
- Emilie Jäger (1926–2011), österreichisch-schweizerische Geologin
- Ernst Jäger (Politiker) (1847–1929), österreichischer Politiker
- Ernst Jäger (Musiker, 1869) (1869–1942), böhmisch-österreichischer Musiker und Kapellmeister
- Ernst Jaeger (Jurist) (1869–1944), deutscher Jurist und Hochschullehrer
- Ernst Jäger (Architekt), deutscher Architekt
- Ernst Jäger (Journalist) (auch Ernst Jaeger; 1896–1975), deutsch-amerikanischer Journalist und Filmkritiker
- Ernst Jäger (Fotograf) (1903–1998), deutscher Fotograf
- Ernst Jäger (Musiker, 1913) (1913–1975), tschechoslowakisch-deutscher Jazz- und Unterhaltungsmusiker
- Ernst Jäger (Geistlicher) (* 1943), österreichischer Geistlicher, Diözesanadministrator von Innsbruck
- Ernst Gustav Jäger (1880–1954), deutscher Bildhauer und Maler
- Ernst Ludwig Jäger (1828–1916), deutscher Volkswirt
- Erwin Jaeger (1897–1967), deutscher Verleger
- Eugen Jäger (1842–1926), deutscher Verleger und Publizist
- Eva Maria Jäger (* 1967), deutsche Psychotherapeutin und Professorin für Soziale Arbeit

### F
- Falk Jaeger (* 1950), deutscher Autor, Architekturkritiker und Architekturhistoriker
- Felix Jaeger (* 1997), deutscher Handballspieler
- Ferdinand Jäger (Sänger, 1839) (1839–1902), deutscher Theaterschauspieler, Opernsänger (Tenor) und Gesangspädagoge
- Ferdinand von Jäger (1839–1916), deutscher Jurist
- Ferdinand Jäger (Sänger, 1874) (1871–1954), deutscher Sänger (Bariton) und Schauspieler
- Filipp Jäger (1815–1879), österreichischer Landwirt und Politiker
- Florian Jäger (Politiker) (* 1971), deutscher Politiker (AfD), MdB
- Florian Jäger (Schiedsrichter) (* 1990), österreichischer Fußballschiedsrichter
- Frank Jæger (1926–1977), dänischer Schriftsteller
- Frans Maurits Jaeger (1877–1945), niederländischer Chemiker
- Franz Jäger (Architekt, 1744) (1744–1809), österreichischer Architekt
- Franz Jäger (Architekt, 1781) (1781–1839), österreichischer Architekt und Steinmetz
- Franz Jäger (Sänger, 1796) (1796–1852), österreichischer Opernsänger (Tenor) und Komponist
- Franz Jäger (Sänger, 1821) (1821–1887), österreichischer Sänger (Tenor)
- Franz von Jaeger (1837–1919), österreichischer Feldmarschallleutnant
- Franz Jäger (Mediziner) (1867–1945), deutscher Generalarzt
- Franz Jäger (Missionar) (1875–1905), deutscher Missionar
- Franz Jaeger (Ökonom) (* 1941), Schweizer Ökonom und Politiker
- Franz Jäger (Kunsthistoriker) (* 1961), deutscher Kunsthistoriker
- Franz Anton Jäger (Heimatforscher) (1765–1835), deutscher Geistlicher und Heimatforscher
- Franz Anton Jaeger (Gelehrter) (1771–1818), österreichischer Arzt, Mathematiker und Physiker
- Frederick Jaeger (1928–2004), britischer Schauspieler
- Frédéric Jaeger (* 1984), deutscher Filmkritiker, Filmemacher und Festivalleiter
- Friedhelm Jaeger (1959–2024), deutscher Veterinärmediziner und Hochschullehrer
- Friedrich Jaeger (Architekt) (1835–1878), Schweizer Architekt
- Friedrich Jäger (Sänger) (1871–1933), deutscher Sänger
- Friedrich Jäger (Politiker, 1873) (1873–1955), deutscher Politiker (NSDAP)
- Friedrich Jaeger (Politiker, II), österreichischer Politiker (GDVP), Tiroler Landtagsabgeordneter
- Friedrich Jaeger (Politiker, 1946) (* 1946), deutscher Politiker (SPD)
- Friedrich Jaeger (Historiker) (* 1956), deutscher Historiker
- Friedrich Jäger von Jaxtthal (1784–1871), österreichischer Ophthalmologe
- Friedrich Gustav Jaeger (1895–1944), deutscher Widerstandskämpfer
- Friedrich Wilhelm Jäger (Physiker) (1914–2000), deutscher Astrophysiker und Hochschullehrer
- Friedrich Wilhelm Johannes Jäger (1833–1888), deutscher Maler
- Fritz Jaeger (Geograph) (1881–1966), deutscher und Schweizer Geograph
- Fritz Jäger (Sinologe) (1886–1957), deutscher Sinologe

### G
- Georg von Jäger (1778–1863), deutscher Pädagoge
- Georg Jäger (Dichter) (1826–1904), deutscher Dichter
- Georg Jäger (Unternehmer), deutscher Unternehmer, Gründer der heutigen Milchwerk Jäger GmbH
- Georg Jäger (1926–2021), US-amerikanischer Diplomat, siehe George Jaeger
- Georg Jäger (Germanist) (* 1940), deutscher Germanist
- Georg Jäger (Historiker) (* 1943), Schweizer Kulturhistoriker
- Georg Conrad Jäger (1817–1900), deutscher Politiker der Freien Stadt Frankfurt
- Georg David Jäger (1712–1779), deutscher Syndikus
- Georg Friedrich von Jaeger (1766–1840), württembergischer Forstbeamter
- Georg Friedrich von Jäger (1785–1866), deutscher Arzt und Naturforscher
- Gerd Jaeger (Bildhauer) (1927–2019), deutscher Bildhauer und Maler
- Gerd Jäger (Ingenieur) (* 1951), deutscher Ingenieur und Hochschullehrer
- Gerd Jäger (Architekt) (* 1961), deutscher Architekt
- Gerhard Jäger (Philologe) (1938–1993), deutscher Klassischer Philologe
- Gerhard Jäger (Skirennläufer) (* 1958), österreichischer Skirennläufer
- Gerhard Jäger (Betriebswirtschaftler) (* 1961), deutscher Betriebswirtschaftler und Hochschullehrer
- Gerhard Jäger (Autor) (1966–2018), österreichischer Journalist und Schriftsteller
- Gerhard Jäger (Linguist) (* 1967), deutscher Linguist
- Gerhard Jäger (Footballspieler) (* 1990), deutscher Footballspieler
- Gert Jäger (* 1935), deutscher Übersetzungswissenschaftler
- Gesa Jäger (* 1981), deutsche Filmeditorin
- Gisela Jäger, deutsche Ruderin
- Goetz Jaeger (1934–2021), deutscher Dramaturg und Autor
- Gottfried Jäger (* 1937), deutscher Fotograf
- Gotthilf Jaeger (1871–um 1924 oder 1933), deutscher Bildhauer
- Gottlieb Jäger (1805–1891), Schweizer Politiker und Jurist
- Gottlieb Friedrich Jäger (1783–1843), deutscher evangelischer Geistlicher, Theologe und Hochschullehrer
- Guido Jäger (* 1961), deutscher Kontrabassist und Komponist
- Gunnar Jaeger, deutscher Handballspieler
- Günter Jäger (Chemiker) (* 1933), deutscher Chemiker und Hochschullehrer
- Günter Jäger (* 1935), deutscher Fußballspieler
- Günther Jäger (1925–1989), deutscher Jurist
- Gustav Jäger (Maler) (1808–1871), deutscher Maler
- Gustav Jäger (Schriftsteller) (1815–1875), österreichischer Alpinist, Schriftsteller und Unternehmer, Gründer des österreichischen Touristenclubs
- Gustav Jäger (Zoologe) (1832–1917), deutscher Zoologe und Mediziner
- Gustav Jäger (Textilindustrieller) (1851–1927), deutscher Textilindustrieller
- Gustav Jäger (Physiker) (1865–1938), österreichischer Physiker und Hochschullehrer
- Gustav Jäger (Maler, 1874) (1874–1957), deutscher Maler
- Gustav Jäger (Germanist) (1919–1977), deutscher Lehrer und Mitwirkender in der Synode
- Gustav Jäger (Schriftgestalter) (1925–2010), deutscher Schriftgestalter
- Gustav Maria Jäger (1835–1861), österreichischer Maler, Radierer und Lithograf

### H
- Hanna Jäger (1927–2014), deutsche Malerin, Licht- und Installationskünstlerin
- Hanns Jäger-Sunstenau (1911–2008), österreichischer Archivar und Genealoge
- Hanns Ernst Jäger (1910–1973), österreichischer Schauspieler
- Hans Jæger (1854–1910), norwegischer Literat und Anarchist
- Hans Jäger (Grafiker) (1887–1955), deutscher Maler und Grafiker
- Hans Jaeger (Germanist) (1898–1971), deutscher Germanist, Literaturwissenschaftler und Hochschullehrer
- Hans Jaeger (Publizist) (Hans Heinrich Ferdinand Jaeger; 1899–1975), deutsch-britischer Politiker (KPD) und Schriftsteller
- Hans Jäger, deutscher Radiobauer, siehe Akkord-Radio
- Hans Jäger (Zahnmediziner) (1929–2012), deutscher Zahnmediziner
- Hans Jaeger (Wirtschaftswissenschaftler) (1935–1996), deutscher Wirtschaftswissenschaftler und Generalredakteur der Neuen Deutschen Biographie
- Hans Jäger (Architekt) (vor 1936–2010), Liechtensteiner Architekt
- Hans Jäger (Kunstsammler) (1937–2012), österreichischer Kunstsammler und Museumsbegründer
- Hans Jäger (Fußballspieler) (1937–2019), deutscher Fußballtorhüter
- Hans-Dieter Jäger (* 1936), deutscher Diplomat
- Hans-Jürgen Jaeger (1931–2013), deutscher Jurist, Bahnbeamter und Politiker (FDP)
- Hans Ulrich Jäger-Werth (* 1936), Schweizer Pfarrer und Theologe
- Hans-Wolf Jäger (* 1936), deutscher Germanist und Hochschullehrer
- Harald Jäger (* 1943), deutscher Oberstleutnant
- Hartmut Jaeger (* 1958), deutscher Lehrer und Autor
- Hedwig Klemm-Jäger (1862–1943), deutsche Malerin
- Heidi Jäger (* 1943), deutsche Comiczeichnerin, Animatorin und Koloristin
- Heino Jaeger (1938–1997), deutscher Maler, Dichter und Kabarettist
- Heinrich Jaeger (Landrat) (1816–1888), deutscher Verwaltungsjurist
- Heinrich Jaeger (Unternehmer), deutscher Unternehmer
- Heinrich Jäger (Zahnmediziner) († 1943), deutscher Zahnmediziner und SS-Obersturmführer
- Heinrich Jäger (Manager) (1927–2010), deutscher Sparkassenmanager
- Heinrich Jäger (Geograph) (1928–2019), deutscher Geographiedidaktiker
- Heinrich Jaeger (Physiker) (* 1957), deutsch-US-amerikanischer Physiker
- Heinz Jaeger (Versicherungsdirektor) (1882–1946), deutscher Beamter, Leiter des Versicherungsamts der Stadt München
- Heinz Jaeger (* 1924), deutscher Arzt und Philatelist
- Helene Jäger (1917–2009), BDM-Führerin und Unternehmerin
- Hellmuth Jäger (1904–1971), deutscher Politiker
- Helmut Jäger (1923–2017), deutscher Geograph
- Helmut Jäger (Physiker) (1930/1931–2018), österreichischer Physiker
- Helmut Jäger (Ingenieur) (* 1946), deutscher Ingenieur, Mathematiker und Hochschullehrer
- Henriette Jæger (* 2003), norwegische Leichtathletin
- Henrik Jaeger (auch Henrik Jäger; * 1960), deutscher Sinologe und Philosoph
- Henry Jaeger (1927–2000), deutscher Schriftsteller
- Herbert Jäger (Pianist) (1902–1958), deutscher Pianist
- Herbert Jäger (1926–2004), deutscher Fußballspieler
- Herbert Jäger (Jurist) (1928–2014), deutscher Rechtswissenschaftler und Kriminologe
- Hermann Jäger (Gärtner) (1815–1890), deutscher Gärtner und Gartenschriftsteller
- Hermann Jaeger (Winzer) (1844–1895?), schweizerisch-amerikanischer Winzer
- Hermann Jäger (Journalist) (1921–1993), deutscher Fachjournalist und Autor
- Hermann Jaeger (Geologe) (1929–1992), deutscher Geologe und Paläontologe
- Hermann Große-Jäger (1926–2025), deutscher Musikpädagoge, Herausgeber und Hochschullehrer
- Hermann Friedrich Jäger (1814–1861), deutscher Mediziner
- Hermann Wilhelm Jäger (1784–1867), deutscher Theologe und Mitglied der kurhessischen Ständeversammlung
- Horst Jäger (Politiker, 1926) (1926–1981), deutscher Politiker (SPD)
- Horst Jäger (Schriftsteller) (1928–2009), deutscher Schriftsteller
- Horst Jäger (Politiker, 1940) (* 1940), deutscher Politiker (SED)
- Hubert Jäger (* 1959), deutscher Diplomat
- Hugo Jäger (1848–1915), deutscher Cellist
- Hugo Jaeger (1900–1970), deutscher Fotograf

### I
- Inge Jäger (* 1949), österreichische Politikerin (SPÖ)

### J
- Jacob Jäger (1705–1750), österreichischer Steinmetzmeister
- Jacob Jaeger (1806–1880), deutscher Unternehmer
- Jakob Jäger (1626–1673/1674), deutscher Goldschmied
- Jean-Jacques Jaeger (* 1944), französischer Paläontologe
- Jean-Paul Jaeger (* 1944), französischer Priester, Bischof von Arras
- Jennifer Jäger (* 1992), deutsche Autorin, siehe Liza Grimm
- Jenny Jaeger (1909–1986), russische Jongleuse
- Jens Jäger (* 1977), Schweizer Politiker (FDP), Kantonsrat (St. Gallen)
- Jens Jäger (Historiker) (* 1965), deutscher Historiker
- Jiří Jaeger (1895–1975), österreichisch-tschechischer Forschungsreisender
- Joachim Jaeger (* 1935), deutscher Theologe
- Johann Jäger (1667–1706), bayerischer Volksaufständler
- Johann Jäger (Politiker, 1794) (1794–1866), deutscher Gutsbesitzer und Politiker
- Johann Jäger (Politiker, 1923) (* 1923), österreichischer Politiker (ÖVP), Tiroler Landtagsabgeordneter
- Johann Christian Jäger (1754–1822), deutscher Papierfabrikant, Buchhändler, Verleger und Kartograph
- Johann Christian Jäger (Politiker), deutscher Färbermeister und Politiker
- Johann Christoph Jäger (1740–1816), deutscher Chirurg
- Johann-Georg Jaeger (* 1965), deutscher Politiker (Bündnis 90/Die Grünen)
- Johann Gottfried Jäger (1733–1788), deutscher Chirurg
- Johann Hermann Jäger (1845–1920), deutscher Fotograf und Buchbinder
- Johann Martin Jäger (Orgelbauer), österreichischer Orgelbauer
- Johann Martin Jäger (1853–1923), deutscher Pfarrer, Schriftsteller und Mundartdichter, siehe Fritz Claus (Schriftsteller)
- Johann Matthäus Jäger (1803–1879), deutscher Kommunalpolitiker und Mitglied der kurhessischen Ständeversammlung
- Johann Peter Jäger (1708–1790), deutscher Stuckateur
- Johann Wilhelm Abraham Jäger (1718–1790), deutscher Offizier, Kartograph, Verleger, Buchhändler und Papiermacher
- Johann Wolfgang Jäger (1647–1720), deutscher Theologe und Hochschullehrer
- Johannes Jäger (um 1480–um 1545), deutscher Theologe, siehe Crotus Rubeanus
- Johannes Jaeger (Agrarwissenschaftler) (1897–1972), deutscher Agrarwissenschaftler der Geflügelzucht
- Johannes Jäger (Maler)  (* 1930), deutscher Maler
- Johannes Jäger (Politikwissenschaftler) (1932–2012), deutscher Politikwissenschaftler
- John Conrad Jaeger (1907–1979), australischer Mathematiker und Geophysiker
- Jonathan Jäger (* 1978), französischer Fußballspieler
- Jörg Jäger (* 1965), deutscher Politiker (CDU)
- Jørgen Jæger (* 1946), norwegischer Kriminalautor
- Josef Jäger (Baumeister) (1721–1793), österreichischer Baumeister
- Josef Jäger (Politiker, 1807) (1807–1860), österreichischer Landwirt und Politiker, MdL Kärnten
- Josef Jäger (Politiker) (1852–1927), Schweizer Politiker
- Josef Jäger (Redaktor) (1916–1992), Schweizer Journalist und Redaktor
- Joseph Joachim Jäger (1756–1804), deutscher Kaufmann und Politiker
- Julia Jäger (* 1970), deutsche Schauspielerin
- Julien Jäger (* 2001), deutscher Bahnradsportler
- Julius Jäger (Heimatforscher) (1848–1924), deutscher Heimatforscher
- Julius Jaeger (Maler) (1855–1887), deutscher Maler
- Julius Jäger (1889–1952), deutscher Zirkusartist, siehe Cliff Aeros
- Julius Jaeger (Kaufmann) (1903–1971), deutscher Kaufmann und Verbandsfunktionär
- Jürgen Jäger (Gartenbauingenieur) (* 1935), deutscher Gartenbauingenieur und Gartendirektor
- Jürgen Jäger (Fußballspieler) (* 1946), deutscher Fußballspieler

### K
- Karin Jäger (* 1961), deutsche Skilangläuferin
- Karl Jäger (Steinmetz) (1784–1859), österreichischer Steinmetz
- Karl Jäger (Maler) (1833–1887), deutscher Maler und Radierer
- Karl Jäger (Schauspieler) (1871–1960), österreichischer Schauspieler, Pädagoge und Mundartdichter
- Karl Jäger (Fußballspieler), deutscher Fußballspieler
- Karl Jäger (1888–1959), deutscher SS-Standartenführer
- Karl Jäger (Politiker, 1916) (1916–1989), deutscher Politiker (SPD), MdA Berlin
- Karl Jäger (Politiker, II), deutscher Politiker (DBD), MdV
- Karl Bernhard Jäger (1825–1900), deutscher Jurist und Politiker (NLP), MdR
- Karl-Erich Jaeger (* 1954), deutscher Molekularbiologe
- Karl Friedrich Jaeger (1794–1842), deutscher Pfarrer und Heimatforscher
- Karl Wilhelm von Jäger (1686–1744), deutscher Oberstleutnant
- Kay Jäger (* 1992), deutscher Hafenarbeiter und Politikerin (Die Linke), MdHB
- Ken Jäger (* 1998), Schweizer Eishockeyspieler
- Kevin Jäger (* 1995), deutscher Kraftdreikämpfer
- Kinan Jaeger (* 1966), deutscher Politikwissenschaftler und Geograph
- Klaus Jaeger (Ökonom) (1942–2017), deutscher Wirtschaftswissenschaftler
- Klaus Jaeger (Mediziner) (1944–2021), deutscher Orthopäde
- Klaus Jäger (Ruderer) (* 1950), deutscher Ruderer
- Klaus-Dieter Jäger (1936–2019), deutscher Geologe und Prähistoriker
- Klaus G. Jaeger (1939–1997), deutscher Filmenthusiast, -sammler und -organisator
- Krafft Werner Jaeger (1919–2008), deutscher Offizier und Widerstandskämpfer
- Kurt Jäger (Filmproduzent) (1898–1965), deutsch-finnischer Filmproduzent
- Kurt Jaeger (Numismatiker) (1909–1975), deutscher Numismatiker
- Kurt Jäger (Koch) (* 1949), österreichischer Koch
- Kurt Jäger (Diplomat) (* 1961), liechtensteinischer Diplomat
- Kurt J. Jaeger (* 1935), liechtensteinisch-schweizerischer Autor

### L
- Lara-Sophie Jäger (* 2004), deutsche Radsportlerin
- Lars Jaeger (1969–2024), schweizerisch-deutscher Unternehmer und Autor
- Laura Jäger (* 1995), deutsche Tennisspielerin
- Lorenz Jaeger (1892–1975), deutscher Geistlicher, Erzbischof von Paderborn
- Lorenz Jäger (* 1951), deutscher Soziologe und Journalist
- Lothar Jäger (1934–2020), deutscher Mediziner und Hochschullehrer für Klinische Immunologie
- Louis Jäger (1930–2018), Liechtensteiner Grafiker, Zeichner und Karikaturist
- Ludwig Jäger (Kontrabassist) († 1948), deutscher Kontrabassist
- Ludwig Jäger (* 1943), deutscher Linguist
- Ludwig Albert Jaeger (1834–1903), deutscher Kaufmann und Politiker, MdR
- Lukas Jäger (Politiker) (1811–1874), deutscher Arzt, Publizist, Verleger und Politiker in der Bayerischen Pfalz
- Lukas Jäger (Fußballspieler) (* 1994), Österreicher
- Lukas Jaeger (* 1995), deutscher Volleyballspieler
- Lutz Jaeger (* 1944), deutscher Klimatologe und Hochschullehrer

### M
- Malte Jaeger (1911–1991), deutscher Schauspieler
- Manfred Jäger (Publizist) (* 1934), deutscher Publizist
- Manfred Jäger (Maler) (1942–2009), deutscher Maler
- Manfred Jäger (Motorsportler) (* 1950), deutscher Endurosportler
- Manfred Jäger (Politiker) (* 1965), deutscher Politiker (CDU)
- Marc Jaeger (* 1954), Luxemburger Jurist und Richter
- Marco Jäger (* 1981), deutscher Radsportler
- Maren Jäger (* 1977), Germanistin
- Margarete Jäger (* 1951), deutsche Sprachwissenschaftlerin
- Marianne Jäger (Politikerin) (* 1949), deutsche Politikerin (Bündnis 90/Die Grünen)
- Marianne Jäger (Skirennläuferin) (* 1955), Schweizer Skirennläuferin
- Marianne Gusenbauer-Jäger (* 1956), österreichische Politikerin (SPÖ)
- Markus Jäger (Jurist) (* 1966), deutscher Jurist und Richter am Bundesgerichtshof
- Markus Jäger (Schriftsteller) (* 1976), österreichischer Autor, Liedermacher und Bibliothekar
- Martha Jäger (1867–1950), deutsche Malerin und Grafikerin
- Martin Jäger (Politiker, I), deutscher Politiker (SED), MdL Sachsen-Anhalt
- Martin Jäger, späterer Name von Max Bair (1917–2000), österreichischer Widerstandskämpfer und Parteifunktionär (KPÖ), siehe Max Bair #Emigration in die DDR
- Martin Jäger (Politiker, 1953) (* 1953), Schweizer Politiker (SP)
- Martin Jäger (Fußballspieler) (* 1960), österreichischer Fußballspieler
- Martin Jäger (Diplomat) (* 1964), deutscher politischer Beamter und Diplomat
- Martin Jäger (Skisportler) (* 1987), Schweizer Biathlet und Skilangläufer
- Matthias Jaeger (Mediziner) (* 1937), deutscher Arzt
- Matthias Jaeger (Maler) (1945–2014), deutscher Maler und Grafiker
- Max Jäger (Politiker, 1882) (1882–1959), deutscher Gewerkschafter und Politiker (SPD), MdHB
- Max Jäger (Politiker, 1886) (1886–1955), deutscher Verwaltungsbeamter und Politiker (CDU), MdL Baden-Württemberg
- Max Jaeger (Handballspieler) (* 1997), deutscher Handballspieler
- Maximilian Jaeger (1884–1958), Schweizer Diplomat
- Maximilian Jäger (* 2000), deutscher Behindertensportler
- Melanie Jaeger (* 1981), deutsche Schlagersängerin
- Melanie Jaeger-Erben (* 1977), deutsche Nachhaltigkeitsforscherin
- Melanie Jäger-Waldau (* 1970), deutsche Kirchenmusikerin, Chorleiterin und Organistin
- Melchior Jäger von Gärtringen (1544–1611), württembergischer Geheimer Rat
- Meta Jaeger (1867–1940), deutsche Schauspielerin
- Michael Jäger (Politiker, 1513) (1513–1566), Bürgermeister von Freiberg
- Michael Jäger (Mediziner, 1795) (1795–1838), deutscher Chirurg und Hochschullehrer
- Michael Jäger (Politiker, 1876) (1876–1962), deutscher Politiker (NSDAP), MdL Bayern
- Michael Jäger (Mediziner, 1935) (1935–1984), deutscher Orthopäde und Hochschullehrer
- Michael Jäger (Journalist) (* 1946), deutscher Journalist und Publizist
- Michael Jäger (Maler) (* 1956), deutscher Maler, Fotograf und Installationskünstler
- Michael Jäger (Redakteur) (* 1958), österreichischer Redakteur und Amateurastronom, bekannter Kometenjäger
- Michael Jaeger (Literaturwissenschaftler) (* 1961), deutscher Literaturwissenschaftler und Philologe
- Michael Jäger (Schauspieler) (* 1966), deutscher Schauspieler
- Michael Jaeger (Musiker) (* 1976), Schweizer Jazzmusiker
- Michael Jäger (Politiker, 1983) (* 1983), österreichischer Politiker (ÖVP)
- Mirjam Jäger, Geburtsname von Mirjam Fischer (* 1977), österreichische Politikerin (SPÖ)
- Mirjam Jäger (Freestyle-Skierin) (* 1982), Schweizer Freestyle-Skierin
- Monica Ursina Jäger (* 1974), Schweizer Künstlerin

### N
- Nicole Jäger (* 1982), deutsche Kabarettistin, Komikerin und Buch-Autorin

### O
- Olga Jaeger (1880–1965), österreichische Malerin und Kunstsammlerin
- Oskar Jäger (1830–1910), deutscher Historiker und Pädagoge
- Otto Jäger (Abt) († 1385), deutscher Geistlicher, Abt von Ebrach
- Otto Jäger (Politiker, 1827) (1827–1892), deutscher Fabrikant und Politiker, MdL Rheinprovinz
- Otto Jäger (Pädagoge) (1828–1912), deutscher Pädagoge und Philosoph
- Otto Jaeger (Jurist) (1835–1902), deutscher Verwaltungsjurist
- Otto Jäger (Politiker, 1882) (1882–1965), deutscher Politiker (CDU), MdL Württemberg-Hohenzollern
- Otto Jäger (Architekt) (1910–2004), deutscher Architekt
- Otto A. Jäger (Otto Arnold Jäger; 1900–1993), deutscher Arzt und Maler

### P
- Paul Jäger (Weihbischof) († 1561), Weihbischof in Bamberg
- Paul Jaeger (Theologe) (1869–1963), deutscher Theologe
- Paul Jaeger (Unternehmer) (1870–1955), deutscher Lackfabrikant, Firmengründer und Sachbuchautor
- Paul Jäger (Jurist) (1875–1940), deutscher Verwaltungsjurist, Landrat und Mitglied der bayerischen Kammer der Abgeordneten
- Paul Jäger (Germanist) (1883–?), deutscher Germanist und Anglist
- Paul Jäger (Maler) (1914–1978), deutscher Maler und Zeichner
- Paul Jäger (Architekt) (1917–2008), deutscher Architekt
- Paul Hans Jaeger (1886–1958), deutscher Politiker (FDP)
- Paul Lothar Jäger (1899–1981), deutscher Anglist und Hochschullehrer
- Peer Jäger (* 1943), deutscher Schauspieler
- Peter Jäger (Politiker) (1807–1882), deutscher Politiker, MdL Nassau
- Peter Jäger (Revolutionär) (1826–1849), badischer Soldat und Revolutionär
- Peter Jäger (Autor) (* 1940), deutscher Journalist  und Autor
- Peter Jäger (Arachnologe) (* 1968), deutscher Arachnologe
- Peter-Martin Lind Jaeger (* 1950), britischer Botaniker
- Philipp Jaeger (* 1994), deutscher Handballspieler

### R
- Raimund Jäger (1888–1914), deutscher Bildhauer
- Ralf Jäger (* 1961), deutscher Politiker (SPD)
- Ralf Martin Jäger (* 1963), deutscher Musikwissenschaftler und Hochschullehrer
- Reinhold S. Jäger (* 1946), deutscher Psychologe
- Renate Jaeger (Grafikerin) (1933–2018), deutsche Grafikerin
- Renate Jaeger (Juristin) (* 1940), deutsche Richterin
- Renate Jäger (* 1941), deutsche Politikerin (SPD)
- Richard Jäger (Dirigent) (1893–nach 1962), deutscher Dirigent, Korrepetitor und Hochschullehrer
- Richard Jaeger (1913–1998), deutscher Politiker (CSU)
- Richard Jäger (Biologe) (* 1964/1965), deutscher Hochschullehrer für Forensische Biologie
- Rita Jaeger (* 1935), deutsches Model
- Robert Jäger (1890–1915), österreichischer Geologe
- Robert Jaeger (1893–1987), deutscher Physiker und Hochschullehrer
- Roland Jäger (Historiker) (* 1935), deutscher Historiker und Bibliothekar
- Roland Jaeger (Kunsthistoriker) (* 1955), deutscher Kunsthistoriker
- Roland Jäger (Autor) (* 1962), deutscher Unternehmensberater und Autor
- Rolf Jäger (Kolloidforscher) (1905–1969), deutscher Kolloidforscher und Musikwissenschaftler
- Rolf Jaeger (1937–2011), deutscher Handballspieler und -trainer
- Rolf Jäger (* 1949), deutscher Tischtennisspieler
- Roman Jäger (1909–1944?), deutscher Jurist und Politiker (NSDAP)
- Rudolf Jäger (Sänger) (1875–1948), deutscher Sänger (Tenor)
- Rudolf Jäger (Architekt) (1903–1978), deutscher Architekt
- Rudolf Jäger (Gewerkschafter) (1907–1974), deutscher Gewerkschafter, Politiker und Diplomat
- Rudolf Jäger (Fußballspieler) (* 1924), österreichischer Fußballspieler
- Rupert Jäger (1809–1851), deutscher Lehrer und Philologe

### S
- Sabine Jaeger (* 1963), deutsche Synchronsprecherin und Dialogregisseurin
- Sam Jaeger (* 1977), US-amerikanischer Schauspieler und Filmemacher
- Sarah Jäger (* 1979), deutsche Jugendbuchautorin und Theaterpädagogin
- Sebastian Jäger (* 1981), deutscher Schauspieler und Model
- Sebi Jaeger (* 1987), deutscher Schauspieler und Tänzer
- Siegfried Jäger (1937–2020), deutscher Sozial- und Sprachwissenschaftler
- Siegrun Jäger (1941–2022), deutsche Filmeditorin
- Silke Jäger (* 1968), deutsche Volleyballspielerin
- Simon Jäger (Synchronsprecher) (* 1972), deutscher Synchronsprecher und -regisseur
- Simon Jäger (Ökonom) (* 1985/1986), deutscher Arbeitsmarktökonom
- Simone Jaeger (* 1981), deutsche Schauspielerin
- Stefan Jäger (Maler) (1877–1962), rumänischer Maler
- Stefan Jäger (Regisseur) (* 1970), Schweizer Regisseur
- Steffen Jäger (* 1979), deutscher Präsident und Hauptgeschäftsführer
- Stephan Jäger (* 1989), deutscher Golfer

### T
- Theodor Jäger (Bankier) (1887–??), Schweizer Bankier
- Theodor Johann Jaeger (1874–1943), österreichischer Architekt und Bauingenieur
- Thomas Jäger (Architekt) (* 1928), Schweizer Architekt
- Thomas Jaeger (Bauingenieur) (1929–1980), deutscher Bauingenieur
- Thomas Jäger (Politikwissenschaftler) (* 1960), deutscher Politikwissenschaftler
- Thomas Jäger (Rennfahrer, 1976) (* 1976), deutscher Automobilrennfahrer
- Thomas Jäger (Rennfahrer, 1994) (* 1994), österreichischer Automobilrennfahrer
- Thomas Theodor Jaeger, (* 1977), österreichischer Rechtswissenschaftler
- Tilman Jäger (* 1961), deutscher Jazzpianist und Hochschullehrer

### U
- Ulrich Jäger (* 1956), österreichischer Hämatologe
- Ulrika Jäger (* 1944), deutsche Pädagogin und Multimedia-Künstlerin
- Uwe Jaeger (Biologe) (1941–2004), deutscher Biologe und Anthropologe
- Uwe Jäger (Ökonom) (* 1960), deutscher Betriebswirt und Hochschullehrer

### V
- Viktor August Jäger (1794–1864), deutscher evangelischer Pfarrer, Autor und Pädagoge
- Viola Jäger (* 1970), deutsche Filmproduzentin
- Vital Jäger (1858–1943), österreichischer Benediktiner und Geologe
- Volker Jäger (1942–2021), deutscher Chemiker und Hochschullehrer
- Volkmar Jaeger (1928–2019), deutscher Fotograf

### W
- Walter Jäger (Schriftsteller) (auch Walther Jäger; 1885–1962), deutscher Schriftsteller
- Walter Jäger (Komponist) (1901–1975), deutscher Komponist der Marschmusik aus Thüringen
- Walter Jaeger (1911–1987), Schweizer Politiker (NA)
- Walter Jäger (Schachspieler) (1913–1976), deutscher Schachspieler
- Walter Jäger (Verleger) (1916–2001), Schweizer Mediziner und Verleger
- Walter Jäger (Dirigent) (1925–2018), deutscher Musiker und Dirigent
- Walter Jäger (Politiker) (* 1939), österreichischer Politiker (ÖVP)
- Walter Jäger (Chemiker) (* 1946), deutscher Chemiker, Unternehmer und Hochschullehrer
- Walter Jäger (Musiker) (* 1958), deutscher Musiker (Gitarre, Bass, Keyboard)
- Wenzel Franz Jäger (1861–1928), deutsch-böhmischer Landschaftsmaler
- Werner Jaeger (1888–1961), deutscher Klassischer Philologe
- Werner Jäger (Raumplaner) (1913–2002), österreichischer Raumplaner
- Werner Jäger (Fußballspieler) (* 1939), deutscher Fußballspieler
- Werner Jäger (Eisschnellläufer) (* 1959), österreichischer Eisschnellläufer
- Wieland Jäger (* 1944), deutscher Soziologe
- Wilhelm Jaeger (Unternehmer, 1718) (1718–1790), deutscher Kartograf, Verleger und Unternehmer
- Wilhelm Jaeger (Unternehmer, 1800) (1800–1868), deutscher Unternehmer
- Wilhelm Jaeger (Schriftsteller) (1822–1892), deutscher Schriftsteller
- Wilhelm Jäger (Mediziner) (1839–1910), deutscher Mediziner
- Wilhelm Jaeger (Politiker) (1887–1949), deutscher Unternehmer und Politiker (DNVP, DKP-DRP)
- Wilhelm Jaeger (Bildhauer) (1888–1979), deutscher Bildhauer
- Wilhelm Jäger (Maler) (1888–1982), deutscher Maler und Zeichner
- Wilhelm Jäger (Zahnmediziner) (Willi Jäger; 1902–1945 [für tot erklärt]), deutscher Zahnarzt und Lagerarzt (u. a. KZ Neuengamme)
- Wilhelm Jaeger (Künstler) (* 1941), Schweizer Künstler
- Wilhelm Friedrich Jäger (1813–1834), deutscher Arzt und Zoologe
- Wilhelm Ludwig Jaeger (1862–1937), deutscher Physiker
- Wilko Jäger (1939–2023), deutscher Lehrer, Heimatkundler, Autor und Fotograf
- Willi Jäger (* 1940), deutscher Mathematiker
- Willigis Jäger (1925–2020), deutscher Benediktinermönch und Zenmeister
- Wolfgang Jäger (Philologe) (1734–1795), deutscher Philologe und Historiker
- Wolfgang Jäger (Maler) (1890–1975), deutscher Maler
- Wolfgang Jaeger (Mediziner) (1917–1995), deutscher Augenarzt
- Wolfgang Jäger (Journalist) (1920–2012), deutscher Journalist und Hochschullehrer
- Wolfgang Jaeger (Politiker) (1935–2020), deutscher Politiker (CDU), MdL Nordrhein-Westfalen
- Wolfgang Jaeger (Radsportler) (* 1936), deutscher Radsportler
- Wolfgang Jäger (Politikwissenschaftler) (* 1940), deutscher Politikwissenschaftler
- Wolfgang Jäger (Leichtathlet) (* 1947), deutscher Leichtathlet
- Wolfgang Jäger (Physiker) (* 1947), deutscher Physiker und Hochschullehrer
- Wolfgang Jäger (Ökonom) (* 1952), deutscher Betriebswirtschaftler und Hochschullehrer
- Wolfgang Jäger (Musiker) (1953–2007), deutscher Musiker, Bassist der Gruppen Grobschnitt und Extrabreit
- Wolfgang Jäger (Historiker) (* 1954), deutscher Historiker
- Wolfram Jäger (Politiker) (* 1949), deutscher Politiker (CDU)
- Wolfram Jäger (Bauingenieur) (* 1951), deutscher Bauingenieur

### Fiktive Personen
- Franz Jäger Berlin, fiktiver deutscher Tresorhersteller, siehe Olsenbande #Egon Olsen und Jönssonligan #Handlung und Charaktere
- Eren Jäger, Hauptcharakter aus dem Anime Attack on Titan